# ميلتون بالاسيوس (لاعب كرة قدم)
ميلتون بالاسيوس (بالإسبانية: Milton Palacios Suazo)‏ هو لاعب كرة قدم هندوراسي في مركزي الدفاع وقلب الدفاع، ولد في 2 ديسمبر 1980 في لا سيبا في هندوراس. شارك مع منتخب هندوراس لكرة القدم. أما مع النوادي، فقد لعب مع نادي فيكتوريا ونادي ماراثون ونادي ديبورتيفو أوليمبيا.

## وصلات خارجية
- ميلتون بالاسيوس (لاعب كرة قدم) على موقع الاتحاد الدولي (مؤرشف)  (الإنجليزية)
- ميلتون بالاسيوس (لاعب كرة قدم) على موقع قاعدة بيانات كرة القدم.إي يو (الإنجليزية)
- ميلتون بالاسيوس (لاعب كرة قدم) على موقع ناشيونال فوتبول تيمز (الإنجليزية)
- ميلتون بالاسيوس (لاعب كرة قدم) على موقع عالم كرة القدم.نت (الإنجليزية)